# Dawid Bajgelman
Dawid Bajgelman, Beigelman, Bajgielman, pseudonimy Deer B., Bedew, Be-Dew (ur. 6 kwietnia 1888 w Ostrowcu Świętokrzyskim, zm. w sierpniu lub wrześniu 1944 w KL Auschwitz, w podobozie w Gliwicach) – polski skrzypek, kompozytor i dyrygent żydowskiego pochodzenia, związany przede wszystkim z Łodzią. 
Był znawcą instrumentów muzycznych. Skomponował muzykę do licznych operetek, sztuk teatralnych i piosenek, pisał i opracowywał żydowskie pieśni ludowe. Był jednym z najważniejszych twórców żydowskiej muzyki teatralnej w dwudziestoleciu międzywojennym.

## Życiorys
Pochodził z rodziny muzyków. Miał siedmiu braci i siostrę, wszyscy dziewięcioro uprawiali zawód muzyka. Do 15 roku życia studiował w jesziwie. Muzycznie kształcił się pod kierunkiem ojca, Szymona (Symy), który był klarnecistą i dyrygentem – grał w orkiestrze łódzkiego teatru Scala i w Łódzkiej Orkiestrze Symfonicznej, dyrygował orkiestrą podczas projekcji filmowych w łódzkich kinach i kino-teatrach. Z rodzeństwa Szlama Lejb był skrzypkiem, członkiem orkiestry teatru Ararat, Abram (Artur) – kompozytorem (współpracował z łódzkim teatrzykiem „Dobry wieczór”), pianistą i taperem, członkiem popularnego jazzbandu The Jolly Boys (używał pseudonimu Artur Bay), Chaim – skrzypkiem i saksofonistą (jako jedyny ocalał z Holokaustu, po wojnie założył orkiestrę The Happy Boys), Hanan – saksofonistą, uprawiał muzykę jazzową, Roza – pianistką. Bratem Dawida był przypuszczalnie również Herman, który zarządzał łódzkim lokalem Piccadilly przy ówczesnej ul. Zawadzkiej 1 (właścicielem był Henryk Brenheim). Od 1905 pracował jako skrzypek. Początkowo rodzina przeniosła się do Sosnowca, a w 1912 osiadła w Łodzi. W 1912 został mianowany dyrygentem orkiestry Teatru Żydowskiego Icchoka Zandberga, który działał w nieistniejącym dziś budynku Teatru Wielkiego na ul. Konstantynowskiej 14 w Łodzi (obecnie ul. Legionów) i mógł pomieścić 1250 widzów. 
Od 1915 był altowiolinistą w Łódzkiej Orkiestrze Symfonicznej. Dla łódzkiego teatru Scala, którego dyrektorami byli Juliusz Adler i Herman Sierocki, skomponował operetki, m.in. Dos skojtn mejdl, Di mume gnendil, Di szejne Berta. W 1920 reżyser Dawid Herman powierzył mu opracowanie muzyki do inscenizacji Dybuka. Spektakl wystawiany przez Trupę Wileńską był światową prapremierą i największym sukcesem żydowskiego teatru międzywojennego w Polsce. Grano go 300 razy na deskach warszawskiego teatru Elizeum, a potem podczas tournée na wielu scenach Europy i Stanów Zjednoczonych. W Holandii przedstawienie oglądała królowa wraz ze swą świtą. Inscenizacja odbiła się szerokim echem w całym środowisku teatralnym, zapoczątkowując sceniczną i filmową karierę sztuki Szymona An-skiego na świecie. Muzyka Bajgelmana, sięgająca do korzeni żydowskich melodii ludowych, zyskała wielkie uznanie, a jej fragmenty były często wykonywane także w późniejszym czasie. Latem 1922 zaczął dyrygować przedstawieniami operetkowymi w Teatrze Nowości w Krakowie. 
Był kapelmistrzem w pierwszym żydowskim teatrze miniatur Azazel działającym w Warszawie w latach 1926-1927. W 1926 podróżował z krakowskim Teatrem Nowości po Ameryce Południowej i Afryce. Przez jakiś czas dyrygował w Teatrze Gimpla we Lwowie. W 1927 wraz z Samuelem Wajnbergiem opracował żydowską muzykę ludową do widowiska Welwele Szmadnik Samuela Korn-Teuera w warszawskim teatrze Scala. 
Był jednym z założycieli teatru Ararat w Łodzi, w którym pełnił funkcję kierownika muzycznego i dla którego napisał muzykę do około dziewięciu programów. Z dawnym zespołem Azazela współtworzył w 1930 Nowy Żydowski Teatr Rewii Halastra, dla którego skomponował program muzyczny Chaj gelebt i prowadził orkiestrę. W 1932 komponował muzykę do rewii wystawianych przez Żydowskie Towarzystwo Dramatyczne w Rzeszowie. W 1933 dyrygował w łódzkim teatrzyku Gong w rewii Na dwoje babka wróży. W latach 1933–1934 i 1937 roku sprawował kierownictwo muzyczne i dyrygował orkiestrą teatru rewiowego Di Idisze Bande, napisał utwory m.in. do rewii Himl efn zych i Ojf tysz un oif benk. 
W maju 1935 w warszawskim teatrze Scala grano komedię muzyczną Kenigin Bin Ich opartą na jego utworach. Prawdopodobnie w tym samym roku odbył z zespołem Araratu tournée po Europie, m.in. Paryżu, Londynie i Brukseli. W maju 1938 roku był kapelmistrzem na jubileuszowym XX zjeździe Związku Artystów Scen Żydowskich, który odbywał się w Warszawie w teatrach Nowości i Scala. Występował w Warszawie w czerwcu 1939 roku w Teatrze Nowości (Bielańska 3) w programie Raz na 100-lat. W 1939 był jednym z autorów muzyki i dyrygentem rewii Nadir un Wajn Nyszt Szymona Dżigana i Izraela Szumachera wystawianej w warszawskim teatrze Scala.
Skomponowane przez niego pieśni żydowskie miały w swoim repertuarze m.in. Lola Folman i Anna Grosberg. Dla teatrzyków rewiowych tworzył też utwory taneczne, foxtroty, slow-foxy i tanga. Kilka tang Bajgelmana zyskało szeroką popularność w polskojęzycznym obiegu muzycznym, m.in. „Nie gniewaj się”, a przede wszystkim „Grzech”, śpiewany przez Witolda Rychtera w kino-rewii Colosseum, nagrany przez Wierę Gran w maju 1934 roku i przez Adama Astona w grudniu tegoż roku (płyty Syrena-Electro 7974 i 8255 „tango z teatru Jidisze Bande oraz kino-rewii Colosseum). Serię jego tang utrwaliła też na płytach Jula Żabińska, autorem tekstów był jej mąż, Bolesław Żegota (Syrena Electro 9571-9573).
Bajgelman dokonał też nagrań dla Syreny-Electro jako dyrygent w dziale poświęconym muzyce żydowskiej, kierowanym przez Samuela Wajnberga. Dyrygował m.in. Orkiestrą Wielkiej Synagogi w Warszawie w serii nagrań nadkantora Mosze Kusewickiego. Pod swoją batutą poprowadził też orkiestrę w kilku nagraniach muzyki lekkiej, m.in. tang śpiewanych w języku jidysz przez Hermana Fenigsztajna.
Do najbardziej znanych piosenek skomponowanych przez Bajgelmana należały Jidn szmidn (Żydzi kują), Nisim, nisim (Cuda, cuda) oraz tango Harej at / Ich ganwe in der nacht (Kradnę nocą) – wszystkie stworzone dla teatru Ararat do tekstów poety Mosze Brodersona.
Pisał recenzje ze spektakli muzycznych i eseje na temat muzyki drukowane w łódzkim czasopiśmie „Najer Fołksblat” (Nowy Dziennik Ludowy).
Jego żoną była aktorka łódzkich i warszawskich teatrów żydowskich Anna (Andzia) Foderman. Zmarła w getcie łódzkim. Ich jedyny syn Pinchas (Piniek) Bajgelman (ur. 1915), muzyk, przeżył wojnę na terenie ZSRR, później wyemigrował do Stanów Zjednoczonych, gdzie zmarł w 1981.

## Łódzkie getto (1940–1944)
Został osadzony w łódzkim getcie, gdzie stworzył orkiestrę symfoniczną, z którą koncertował w tamtejszym Domu Kultury przy ul. Krawieckiej 3. W skład orkiestry wchodziło czterdziestu czterech muzyków. 1 marca 1941 w Domu Kultury odbył się pierwszy koncert symfoniczny. Wykonywane było szereg utworów żydowskich, w tym kołysanka Bajgelmana. W 1941 odbyło się około 100 koncertów, ale ta liczba drastycznie zmalała w 1942. W 1942 dyrygował orkiestrą w czasie okazjonalnych rewii w getcie, np. „Rewia nr 3”. Był kierownikiem muzycznym teatru Awangarda prowadzonego w Domu Kultury przez Mosze Puławera i wzorowanego częściowo na przedwojennym Araracie. Dom Kultury zamknięto pod koniec 1943.
W getcie nie zaprzestał działalności kompozytorskiej, tworząc dziesiątki nowych melodii. Skomponował muzykę do dwóch wierszy napisanych w getcie przez poetę Jeszajahu (Szaję) Szpigla po śmierci jego ukochanej córki Ewy. Były to Niszt kajn rożinkes, niszt kajn mandlen (Ani rodzynki, ani migdały) – nawiązująca do znanej piosenki ludowej Rożinkes mit mandlen (Rodzynki z migdałami) – oraz tango kołysanka Mach cu di ejgelech (Zamknij oczęta). Oba te utwory zaśpiewała Ala Diamant na otwarciu Domu Kultury. Prezes Rumkowski zabronił ich dalszego wykonywania, mimo to były nadal śpiewane i zyskały w getcie wielką popularność.
Inne piosenki Bajgelmana z okresu getta to Dos sznajderl (Krawczyk) z tekstem Szymona Janowskiego, Zamd glijen ojf der zun (Piaski żarzą się w słońcu) do słów Mosze Wolmana oraz trzy utwory z tekstami poety Abrahama Joachimowicza: Szpiglt zich ojf der szojb di zun (Słońce przegląda się w szybie), Cu a wolkn (Do chmury), Pastuszke (Pastuszek). Do niektórych swoich kompozycji sam pisał teksty, są to m.in. Cygajner lid (Cygańska pieśń), poświęcona zagładzie łódzkich Romów, A jidisz lidl (Żydowska piosneczka), Kinder jorn (Dziecięce lata)
W sierpniu 1944 roku, podczas likwidacji łódzkiego getta, został wywieziony w jednym z ostatnich transportów do KL Auschwitz. Stąd do jednego z podobozów KL Auschwitz w Gliwicach. Tam został zamordowany, według świadectwa współwięźnia, również więzionego uprzednio w łódzkim getcie – Altera Szlamkowicza, przez pijanego lagerältestera.

## Utwory i praca

### Działalność dyrygencka
- Kengin Bin Ichi, Teatr Scala, Dzielna 1, 1935, muzyka D. Beigelman[15]
- A chasene in Sztetł, Teatr Scala, Warszawa Dzielna 1, grudzień-luty 1938[16]
- Wielka defilada artystów, Humor, śmiech, satyra, zespół teatru Scala, występy w teatrze Nowości na Bielańskiej 5[17]

### Nagrania
- Nie gniewaj się (Bajgelman, D. – Sław, wyk. Tadeusz Faliszewski), grudzień 1932, SE3893 oraz SE3905 (numer matrycowy 22965)
- Moses Kusewicki, Warschauer Grossen Synagoge Orchestra unter Leitung Dawid Beigelman, około 1938, SE5404, SE5405, SE5406, 5407
- Anna Grosberg, Judishe Gesang mit Orchestrabegeitung, Gluck, ok. 1938, SE5507
- Grzech, Tango z teatru „Jidishe Bande” oraz kino-rewii „Colosseum” SE7974 (Bajgelman, D. – Jastrzebiec, W., wykonanie Sylvia Green); SE8255 (wkonanie Adam Aston, lipiec-grudzień 1934)
- Szajndełe, tango nastrojowe (juif) (Der B – Żegota, B.) lipiec-sierpień 1935
- Ja ci chętnie przebaczę!, tango (Der B – Żegota, B.) lipiec-sierpień 1935
- Oddałam serce ci, tango (Der B – Żegota, B.) lipiec-sierpień 1935
- Zostały sny, tango nastrojowe (Der B – Żegota, B.) lipiec-sierpień 1935

### Muzyka do piosenek
- „Pieśń nad pieśniami” (Zucanowicz), rewia Aby Żyć, łódzki teatr Ararat 24 stycznia 1930[18]